# Varanus rosenbergi
Varanus rosenbergi är en ödleart som beskrevs av Mertens 1957. Varanus rosenbergi ingår i släktet Varanus och familjen Varanidae. IUCN kategoriserar arten globalt som livskraftig. Inga underarter finns listade i Catalogue of Life.
Arten förekommer i delstaterna New South Wales, South Australia, Victoria och Western Australia i Australien. Honor lägger ägg.